# Poly et le Diamant noir
Pour les articles homonymes, voir Diamant (homonymie).
Poly et le Diamant noir est un feuilleton télévisé français en 7 épisodes de 24 minutes, en noir et blanc, créé par Cécile Aubry et réalisé par Henri Toulout, et diffusé à partir du 9 novembre 1967 sur la première chaîne de l'ORTF.

## Synopsis
Un grand-père rémouleur et son petit-fils arrivent à Grimaud (Var). Pascal est rejoint par sa sœur, Marina, et son poney, Poly. Ils doivent loger dans le Moulin des Alouettes, un lieu réputé hanté. Au cours d'un spectacle de magie donné au village par le grand-père et son petit-fils, un diamant noir est dérobé à une habitante.

## Distribution
- Stéphane Di Napoli : Pierrot
- Christine Aurel : Marina
- Hélène Ailloud : Madame Janis
- Claude Rollet : l'artiste
- Georges Douking : Zéphirin
- Dominique de Keuchel : Pascal

## Bande originale
- - La Chanson de Pierrot par Les Petits Chanteurs d'Asnières
  - Vive les vacances par Les Petits Chanteurs d'Asnières
  - Poly s'en va Poly revient par Les Petits Chanteurs d'Asnières
  - Le Secret du Bonheur par Les Petits Chanteurs d'Asnières

## Commentaires
Ce feuilleton fut tourné dans le golfe de Saint-Tropez, et notamment dans le village de Grimaud où les habitants du village et les jeunes élèves de l'école communale furent mis à contribution durant le tournage.[réf. nécessaire]